# Museo della battaglia di Magenta
Il Museo della battaglia di Magenta è uno spazio espositivo di Magenta, nella città metropolitana di Milano, dedicato alla battaglia di Magenta, scontro armato avvenuto il 4 giugno 1859 durante la seconda guerra d'indipendenza italiana. È ospitato all'interno di Casa Giacobbe ed è visitabile su prenotazione.

## Storia

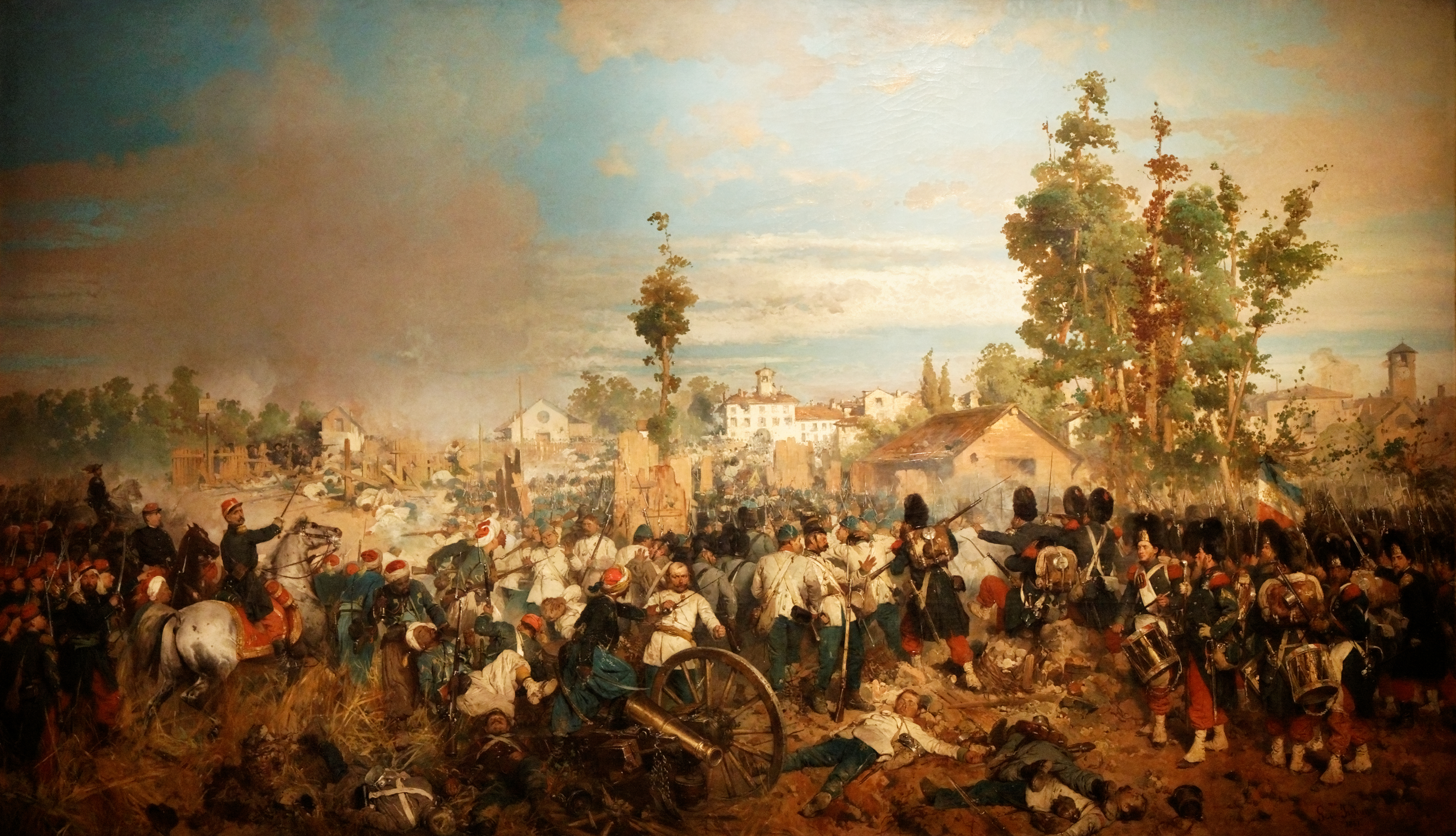
La battaglia di Magenta di Gerolamo Induno. L'originale è conservato a Milano presso il Museo del Risorgimento, mentre una riproduzione a grandezza naturale è presente all'interno del museo magentino

Già al termine della sanguinosa battaglia del 4 giugno 1859, i magentini iniziarono a raccogliere cospicuamente sul campo reperti bellici dello scontro risorgimentale, tra cui pallottole, armi, divise, bandiere e cannoni di entrambi gli schieramenti. La famiglia Giacobbe, proprietaria della casa che rappresentò l'ultimo baluardo austriaco e che fu testimone, per tale motivo, dell'assalto più cruento, rientrata da Milano dove aveva soggiornato durante i giorni degli scontri, dopo aver risistemato la dimora, vi trovò all'interno numerosi oggetti legati alla battaglia.
Fu così che al piano rialzato nacque l'idea di posizionare i primi reperti che andarono a costituire il museo, tutti provenienti dalla collezione privata Giacobbe. Quando la famiglia donò la casa all'amministrazione comunale, venne allestito un primo museo nelle camere superiori ove rimase sino agli anni sessanta; queste collezioni avevano però più la parvenza di un deposito che di un museo strutturato. Col tempo diversi oggetti andarono distrutti o dispersi dal comune, oppure vennero ceduti a collezionisti privati.

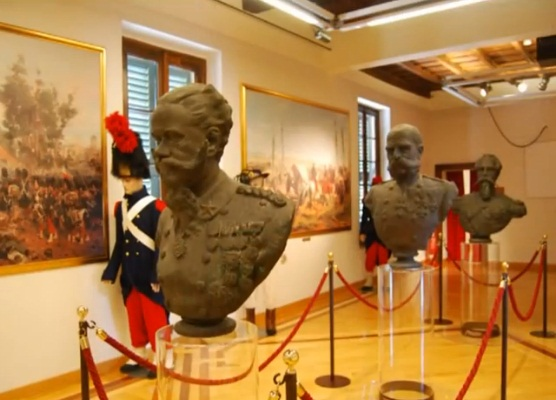
La sala principale del museo coi tre busti bronzei di Vittorio Emanuele II, Francesco Giuseppe e Napoleone III fatti realizzare da don Cesare Tragella per il progetto di un ossario dei caduti della celebre battaglia mai realizzato nella chiesa cittadina

Nel 2012, in occasione del 153º anniversario della battaglia di Magenta, venne ripresa l'idea di ricostituire un museo, ma data la mancanza di materiali, si fece leva sul senso civico e di collaborazione dei cittadini magentini che possedevano i reperti dello scontro, così da raccoglierli in un'unica collezione. L'appello ebbe successo, e quindi il 23 aprile 2012 il museo venne inaugurato ufficialmente.

## Le esposizioni
Il museo è costituito dall'esposizione di oggetti bellici, pitture e documenti relativi alla battaglia di Magenta del 1859, una delle principali che portarono alla realizzazione dell'unità d'Italia.
All'interno del museo sono esposti, in diverse teche, gli oggetti raccolti sul campo della battaglia, reperiti col contributo degli abitanti di Magenta che possedevano di questi oggetti da generazioni e che ora sono stati inseriti nel contesto del museo come "patrimonio comune della città".
È inoltre presente un grande plastico del punto culminante della battaglia, ovvero dell'assalto a Casa Giacobbe, accompagnato da tre busti bronzei dei monarchi protagonisti del Risorgimento italiano.